# Jabaquara (métro de São Paulo)
Pour l’article homonyme, voir Jabaquara (São Paulo).
Jabaquara est une station de métro de la ligne 1 - Bleue qui forme, avec le terminus Jabaquara, géré par l'EMTU et la SPTrans, et le gare routière de Jabaquara ou terminus interurbain Jabaquara, géré par Socicam, le terminus intermodal de Jabaquara, un pôle d'échanges de transport de São Paulo. Ce serait également le terminus de la ligne 17 - Or du métro de São Paulo, mais en août 2015, le gouverneur Geraldo Alckmin avait déjà gelé 17 des 36 stations de la ligne initialement prévues dans la Zone sud de la capitale. À l'époque, le Secrétariat des transports métropolitains avait déclaré que la priorité était « de terminer les sections qui ont déjà des travaux avancés avant d'ouvrir de nouveaux fronts de travaux ».

## Situation sur le réseau

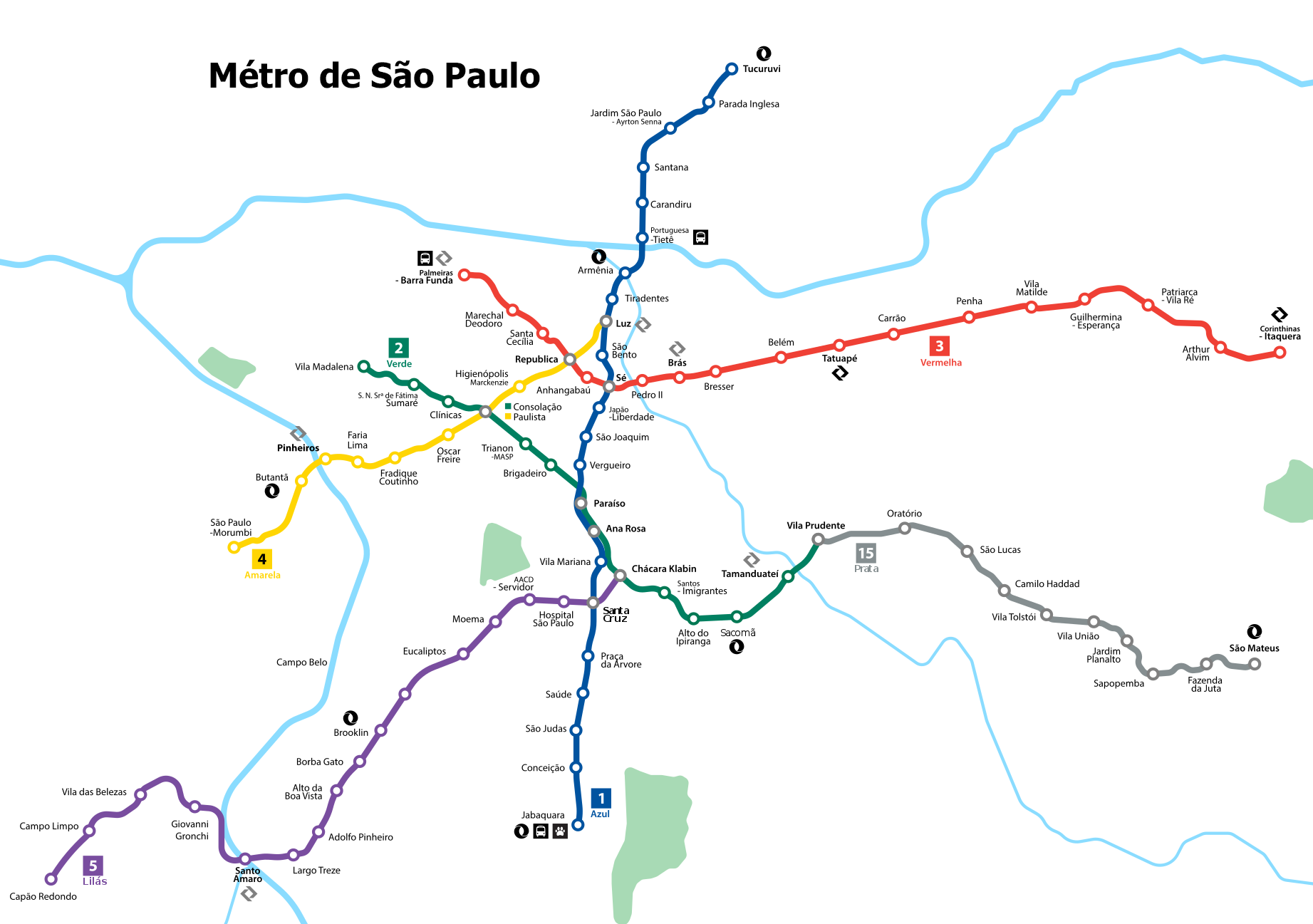
Plan du Métro de São Paulo 2020.

Établie en souterrain, la station terminus Jabaquara est située sur la ligne 1 (Bleue), avant la station Conceição, en direction du terminus Tucuruvi, et est un terminus.

## Station de métro

### Ligne 1 du métro de São Paulo
Jabaquara est le terminus de la ligne 1 - Bleue du métro de São Paulo, en direction du sud. Inaugurée le 14 septembre 1974, elle est la plus ancienne station de métro en activité au Brésil.
À partir de cette station, la connexion est établie avec l'atelier de maintenance de la ligne 1. L'"Atelier Jabaquara" ("Pátio Jabaquara") ou "PAT" est situé à la rua dos Jequitibás, 80. À la même adresse se trouve l’une des deux sorties de la station, l’autre étant située à l'avenida Engenheiro Armando de Arruda Pereira, s / n, avec des accès également au terminus de bus métropolitain.

#### Caractéristiques
La station est souterraine, avec mezzanine de distribution et quais latéraux à structure en béton apparent, et possède une aire construite de 6 850 mètres carrés.

#### Demande
Le nombre moyen de voyageurs entrants par jour ouvrable était de 84 000 voyageurs en 2009. Elle occupe la deuxième position en tant que station la plus fréquentée de la ligne, juste derrière la station Luz. C'est parce que c'est un point d'intégration avec le terminal de bus et trolleybus.

#### Œuvres d'art
- "Sans titre (Mural 1)", Odiléa Toscano, peinture murale (1990), peinture acrylique (2,96 m 4,85 m - 14,35 m²), installée au-dessus des escaliers mécaniques sur l'accès au quai 1[4].
- "Sans titre (Mural 2)", Odiléa Toscano, peinture murale (1990), peinture acrylique (2,96 m 4,85 m - 14,35 m²), installée au-dessus des escaliers mécaniques sur l'accès au quai 2[4].
- "Sans titre (Panneau)", Renina Katz, peinture sur plaques de fibrociment (1991), peinture acrylique (environ 155 m²), installée sur la mezzanine[4].

#### Tableau
| Code | Station   | Inauguration      | Capacité                               | Intégration                                      | Quais    | Position    | Notes                                   |
| ---- | --------- | ----------------- | -------------------------------------- | ------------------------------------------------ | -------- | ----------- | --------------------------------------- |
| JAB  | Jabaquara | 14 septembre 1974 | 30 mille voyageurs à l'heure de pointe | Bilhete Único SPTrans et BHNS métropolitain EMTU | Latéraux | Souterraine | Station de structure en béton apparente |

### Ligne 17 du métro de São Paulo
Sans prévision d'ouverture, la station Jabaquara de la ligne 17 - Or du métro de São Paulo fera partie de la troisième étape de la construction du monorail, dont le tronçon initial s'étend de la gare du Morumbi de la ligne 9 - Émeraude, à la station Jardim Aeroporto, qui aura une branche à l'aéroport de Congonhas.

## Gare routière de Jabaquara
La gare routière de Jabaquara ou terminal interurbain de Jabaquara, ou simplement terminus Jabaquara, est l’un des trois terminus d'autobus interurbains de São Paulo et est dédié aux lignes de bus desservant la Baixada Santista et la côte sud de l’état.

### Histoire

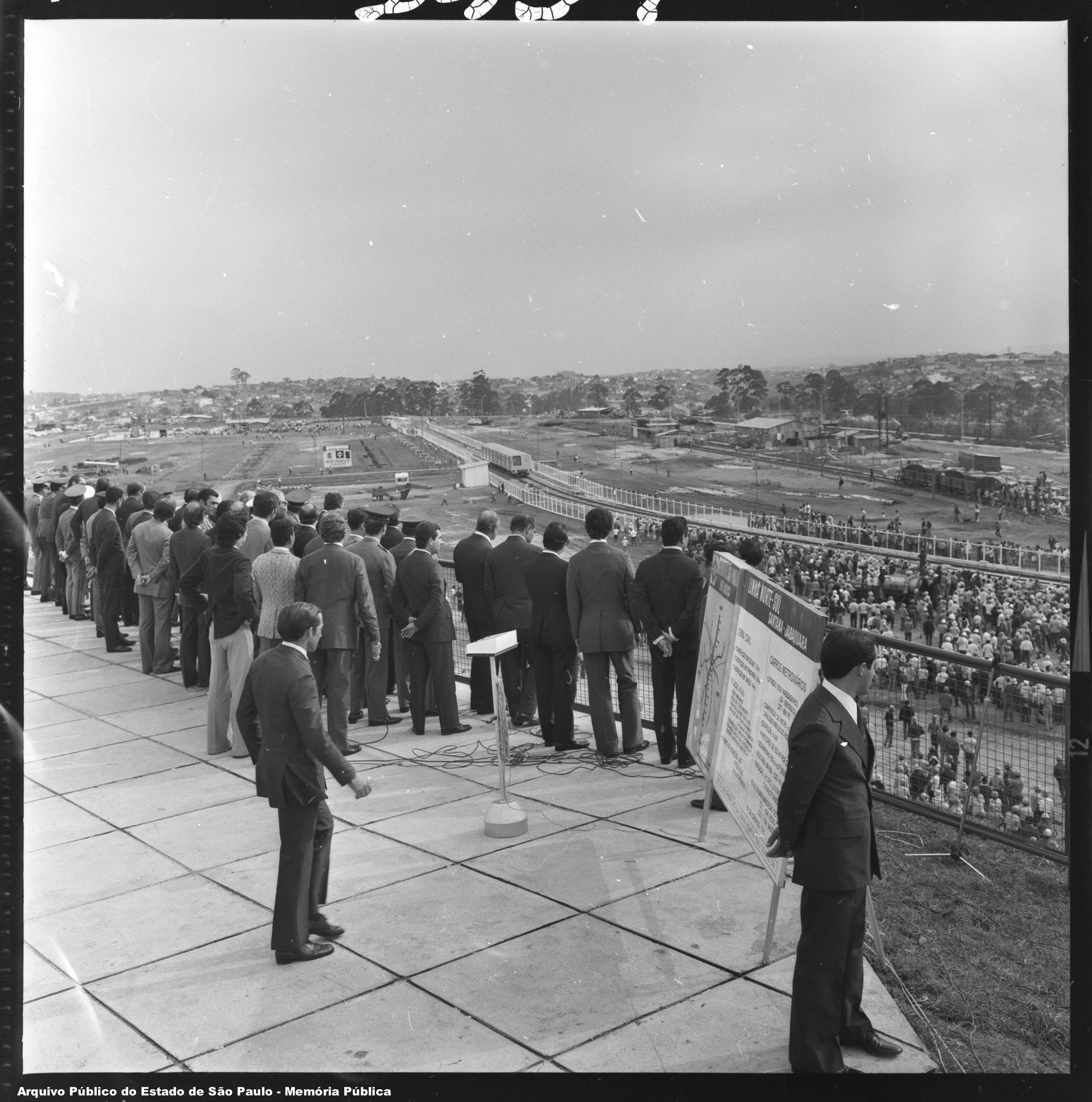
Premier essai d'un train de métro au Brésil, réalisé entre le dépôt et le tunnel d'accès à la station Jabaquara, encore en travaux, en 1972.

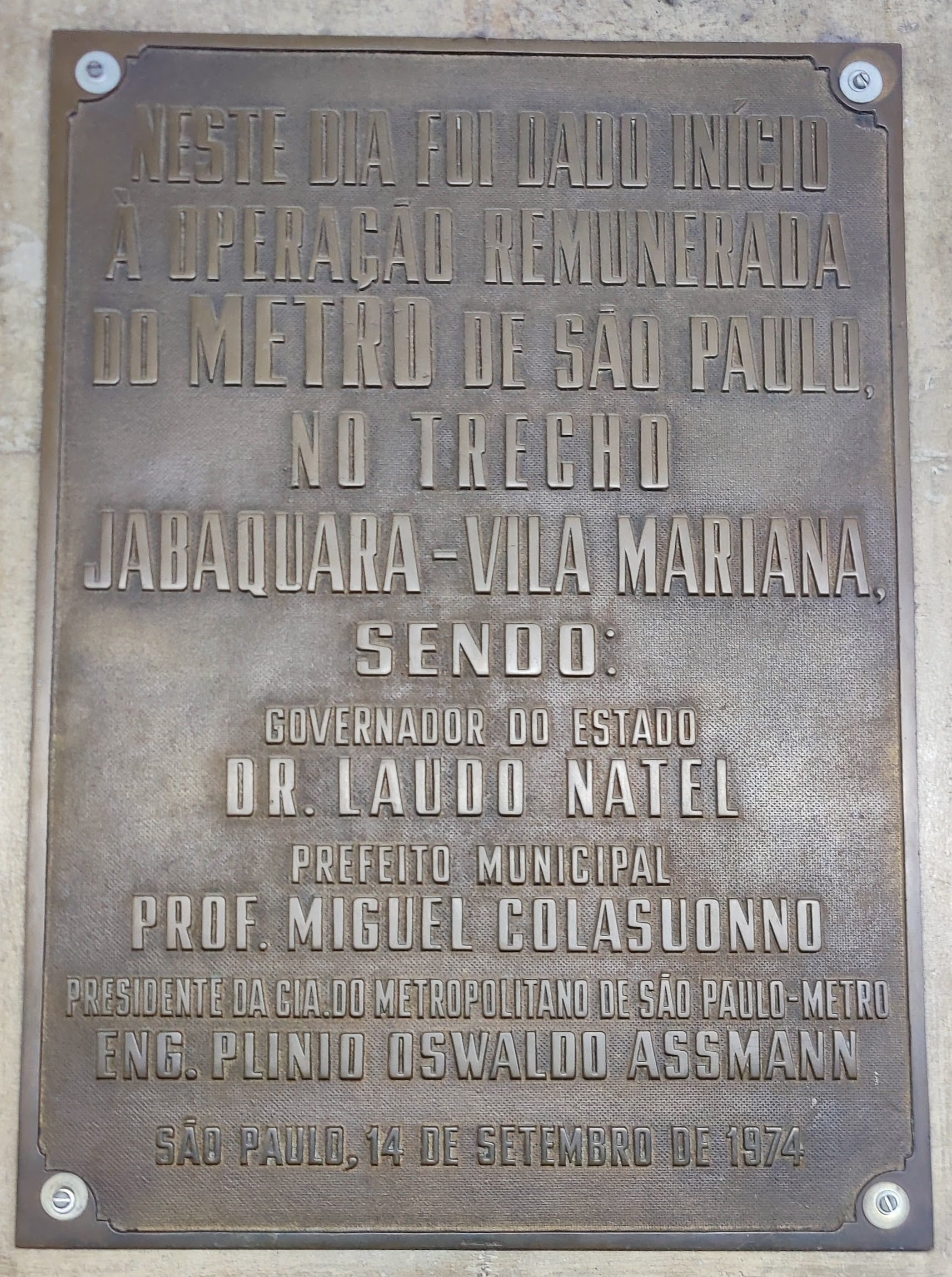
Plaque commémorative de l'inauguration de la ligne à la station Jabaquara

En 1950, le conseiller municipal Carlos Fairbanks suggéra de transformer le Marché central en une gare routière, car son emplacement était idéal pour recevoir des bus partant pour la Baixada Santista, Rio de Janeiro et Minas Gerais. Au début, la suggestion a plu, mais des disputes ont ensuite éclaté concernant le passage des bus dans la région centrale et il a été proposé de construire quatre terminaux au nord, au sud, à l’est et à l’ouest. N'ayant pas d'argent à investir dans ce projet, la ville a accepté la proposition de l'initiative privée d'une gare routière dans la zone centrale, la gare routière de la Luz.
Lorsqu'il a repris ses travaux à l'hôtel de ville, Prestes Maia a lutté à retirer la gare routière de la place Júlio Prestes et à recommander la construction de quatre terminaux dans des quartiers plus éloignés du Centre, mais a manqué de ressources. Grâce à une réforme de la répartition des recettes publiques, opérée par Castelo Branco en 1965, la Mairie commença à collecter beaucoup plus d'argent et fut à même de prêter attention à des projets qui n'avaient jamais quitté le papier, tels que la construction du métro. Le projet des gares routières est également revenu à l’ordre du jour, mais avec seulement trois : la principale, à Santana, une à Água Funda, pour desservir la Baixada Santista, et une autre à proximité du Jockey Club, pour des bus empruntant les autoroutes Castelo Branco, Anhanguera et Régis Bittencourt. 
Une gare routière presque improvisée dans le Glicério, dans les basses terres de la liaison Est-Ouest, a été créé pour desservir la Baixada Santista, en 1973. En janvier 1976, cependant, le maire Olavo Setúbal ordonna l’installation d’une gare routière pour la Baixada Santista de Jabaquara le mois suivant, mais ce ne sera officiel qu’un an plus tard, lorsque Setúbal signera le décret créant la gare routière interurbaine de Jabaquara, le 21 janvier 1977. Le décret stipulait que les points d'embarquement et de débarquement de toutes les lignes nécessitant l'utilisation des autoroutes Anchieta et Imigrantes seraient transférés vers la nouvelle gare routière. Les entreprises qui n'accepteraient pas le déménagement risqueraient d'empêcher leurs bus d'entrer dans la municipalité et, le cas échéant, de les saisir.
La gare routière serait gérée par la Companhia do Metropolitano. L'investissement dans la construction s'est élevé à 44 millions de cruzeiros, ainsi que huit millions de cruzeiros dans des travaux de réaménagement des routes dans la région. L’intention de la mairie était de créer des terminaux décentralisés intégrés au métro, afin de désactiver la gare routière de la Luz. Les propriétaires d'entreprise ont estimé que ce changement pourrait réduire le temps de trajet dans chaque direction d'une heure maximum.
L’ouverture de la gare routière a eu lieu le 2 mai 1977 et abritent désormais les lignes à destination de la Baixada Santista et de la côte sud, qui partaient auparavant de la gare routière de la Luz et de la gare routière de Glicério.

## Terminus métropolitain de Jabaquara
Le terminus métropolitain de Jabaquara est un terminus d'autobus géré par l'EMTU et exploité en partie par la SPTrans. Il fait partie du BHNS métropolitain São Mateus - Jabaquara, qui relie la capitale aux municipalités d'ABD.
Le projet du terminus de bus métropolitain Jabaquara a débuté en 1976, dans le cadre du plan de Trolleybus Sistran de la mairie de São Paulo. Par la suite, des parties de Sistran (intercommunales) ont été absorbées par la nouvelle EMTU, lors de la création du premier projet du BHNS ABD de trolleybus, avec l’un de ses terminus à côté de la station de métro Jabaquara, tirant parti d’une partie des zones de repos expropriées par les travaux du métro,.
Le projet du terminus Jabaquara a été retardé en raison de l'extinction de l'EMTU, sous la gestion Paulo Maluf. Le projet a été repris dans la prochaine gestion de Franco Montoro, utilisant le métro pour le gérer. Avec une refonte, de nouvelles expropriations sont devenues nécessaires pour la construction du nouveau terminus de trolleybus, réalisée par le décret d'État numéro 23 763, du 6 août 1985.
Lancés en 1986, les travaux du nouveau terminus devraient être complétées à mai 1987, mais en juillet 1990 les travaux n’étaient pas terminés et la nouvelle prévision d’ouverture était en septembre de la même année.

## Notes et références

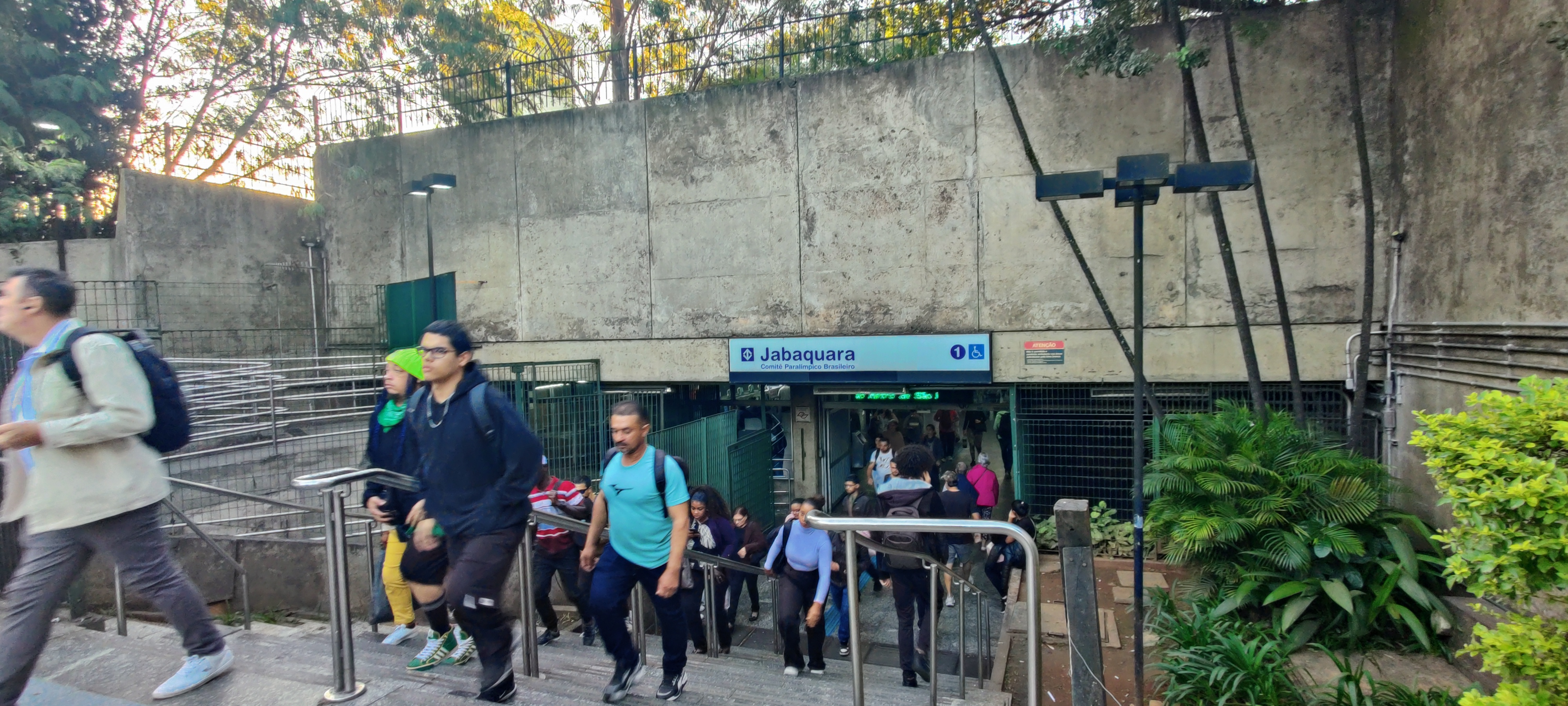
Entrée principale de la station de métro Jabaquara

## À proximité
- Parc d'État des sources de l'Ipiranga
  - Jardin botanique de São Paulo
  - Parc zoologique de São Paulo
  - Parc scientifique et technologique de l'Universite de São Paulo (pt)
  - Observatoire de São Paulo
- São Paulo Expo
- Centre paralympique brésilien
- Sítio da Ressaca
- Centre culturel Jabaquara